# Georges Rigal
Georges Lucien Rigal, född 6 januari 1890 i Paris, död 25 mars 1974 i Saint-Maur-des-Fossés, var en fransk vattenpolospelare och frisimmare. Rigal ingick i Frankrikes herrlandslag i vattenpolo vid olympiska sommarspelen 1912 och 1924. I Stockholm tävlade han dessutom på 100 meter frisim. Frankrike tog OS-guld i herrarnas vattenpolo på hemmaplan i Paris.